# بحيرة عرب العليقات
بحيرة عرب العليقات هي بحيرة مياه عذبة تقع في محافظة القليوبية في مصر، بالقرب من طريق القاهرة الإسماعيلية الزراعي، وتبعد عن وسط القاهرة 30 كيلومتر تقريباً. نشأت البحيرة نتيجة عمليات استخراج شركة الثروة المعدنية المصرية للبازلت من المنطقة. سميت ببحيرة عرب العليقات لوجودها بالقرب من قرية عرب العليقات التابعة لمركز الخانكة بمحافظة القليوبية.

## التاريخ
تتكون البحيرة من ثلاث تجمعات مائية مساحتها مجتمعة 557,621 متر مربع (تساوي تقريبا ستة وخمسون هكتار) وتبلغ مساحة أكبر تلك التجمعات الثلاث 369,394 متر مربع، ويبلغ عمقها عشرات الأمتار.
كان تُضخ المياه من البحيرة بواسطة شركة الثروة المعدنية باستمرار أثناء عمليات استخراج البازلت، وكانت المياه تضخ في ترعة أم رفاعة لري الزمام الزراعي للقرية، إلا أن ملوحتها الزائدة نسبيا والتي لا تصلح لري بعض المحاصيل تسببت في ضعف الإنتاج الزراعي لتلك المنطقة، فتوقف ضخ المياه منها مما تسبب في ارتفاع منسوب المياه في البحيرة بشكل هدد بغرق القرية المجاورة، فقامت الحكومة بعمل «هدّار مياه» لتصريف المياه الزائدة في مصرف بحر البقر الذي يبعد عن البحيرة حوالي نصف كيلو متر.
وقعت هزة أرضية في 24 أغسطس 2002 بقوة 4,014 درجة ريختر مركزه في البحيرات وقعت الهزة على عمق 10 كيلومترات وشعر بها سكان القاهرة والمناطق المحيطة، ولم تتسبب الهزة بأضرار تذكر. يوجد تهديد كبير على بيئة البحيرة بسبب وجود أحد مدافن النفايات بالقرب منها واستخدامها من قبل بعض السكان المحليين كمكب صرف صحي لبيوتهم والتعديات بالبناء على أطرافها.

## الاستزراع السمكي
صرح محافظ الدقهلية محمود عشماوي في 22 يوليو 2018 أن المحافظة أعدت خطة بالتنسيق مع الهيئة العامة لتنمية الثروة السمكية والمحافظة لإقامة مشروع استزراع سمكي بالبحيرة بعدد 500 ألف إصبعية من أسماك العائلة البورية والبلطي بأنواعه، وإقامة أقفاص سمكية لإنتاج 160 طن سنويا في العام. نفق عدد كبير جدا من أسماك هذا المشروع في 6 سبتمبر ونوفمبر من نفس العام.

## مشروع لتطوير البحيرة
لطالما كان مشروع تطوير بحيرة عرب العليقات من بين الأطروحات المتكررة لكل محافظ يتولى مسؤولية محافظة القليوبية، لكنه ظل قيد النسيان لفترات طويلة. يُذكر أن المحافظ الأسبق المهندس محمد عبد الظاهر كان أول من تناول المشروع بجدية، حيث طرحه للدراسة لدى مكتب هندسي متخصص، وروّج له إعلامياً.
اتخذ المحافظ خطوات ملموسة شملت زيارة البحيرة، إزالة المنشآت المخالفة حولها، واقتراح نقل مكب النفايات القريب إلى موقع آخر. كما أعلن عن رؤية لتحويل البحيرة إلى منتجع سياحي وعلاجي عالمي يضم حزاماً أخضر حول المنطقة، ممشى بطابع ثقافي يعكس هوية دول مختلفة بالتنسيق مع السفارات، إضافة إلى أكاديمية تعليمية ومنطقة للفنادق والشاليهات. وأكد المحافظ إعجابه بالفكرة واستعداده لتنفيذ المشروع بعد التنسيق مع الوزارات والهيئات المختصة، مع السعي لعقد اجتماع مع وزيرة الاستثمار والتعاون الدولي لعرض الدراسة وبدء التنفيذ وطرح المشروع على المستثمرين.
التقى محافظ القليوبية اللواء محمود عشماوي بالدكتورة سحر نصر وزيرة الاستثمار والتعاون الدولي، بحضور الدكتور علي جمعة رئيس مجلس أمناء مؤسسة مصر الخير في منتصف أبريل 2017، لبحث فرص الاستثمار والتنمية بالمحافظة. رغم التصريحات الإيجابية الصادرة عن الاجتماع، لم تُترجم هذه الوعود إلى خطوات فعلية حتى الآن. عقد عشماوي في مايو 2017 اجتماعاً مع أحد المكاتب الاستشارية الهندسية لعرض تصور ودراسة جدوى لتطوير البحيرة.